# Giuseppe Bosa
Giuseppe Bosa (nacido el 09 de octubre de 1964 en Cittadella, Italia) es un exjugador italiano de baloncesto. Con 2.04 de estatura, jugaba en la posición de alero. 

## Equipos
- 1980-1995 Pallacanestro Cantú
- 1995 Aresium Milano

## Palmarés clubes
- Euroliga: 2
Pallacanestro Cantú: 1982, 1983
- LEGA: 1
Pallacanestro Cantú: 1980-1981.
- Copa Intercontinental: 1
Pallacanestro Cantú: 1981-1982
- Copa Korac: 1
Pallacanestro Cantú: 1991
- Recopa: 1
Pallacanestro Cantú: 1981.